# Сивен
Сивенът (Salvelinus fontinalis) е вид риба от семейство Пъстървови (Salmonidae).

## Разпространение
Видът обитава територията на Северна Америка и най-вече Канада, където представлява голям интерес от страна на спортния риболов. Сивенът също се среща в Исландия, Европа и Азия.
Този вид пъстърва е много лесен за разпознаване и не може да се сбърка с друг вид, заради окраската си. Отстрани има червени петна, а гърба ѝ е тъмен на цвят, но покрит със светли точки, наподобяващи червейчета. На големина достигат до 25 – 30 см, но има и по-големи видове. Рекордът е 6,57 кг и е постигнат в река Нипигон, Онтарио, Канада. Обитава чисти и студени, богати на кислород, реки.